# كتلة التمايز 209
كتلة التمايز 209 (CD209) أو جزئية الالتصاق داخل الخلوي 3 تسمك لا إنتغرين خاصة بالخلية بالمتغصنة ومختصرها (DC-SIGN) من (Dendritic Cell-Specific Intercellular adhesion molecule-3-Grabbing Non-integrin) هي بروتين موجود في الإنسان مشفر بالمورثة CD209.